# Fritz Katzmann

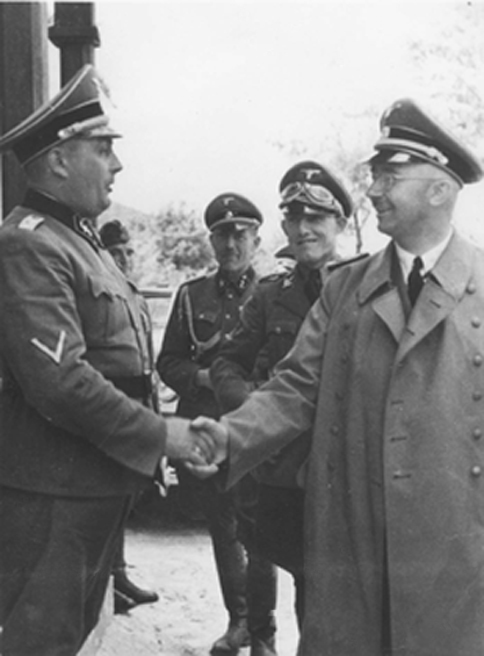
Von links nach rechts: Friedrich Warzok, Fritz Katzmann und Heinrich Himmler im Zwangsarbeitslager Lemberg-Janowska

Fritz Katzmann, eigentlich Friedrich Katzmann, (* 6. Mai 1906 in Langendreer; † 19. September 1957 in Darmstadt) war ein deutscher SS-Gruppenführer und Generalleutnant der Waffen-SS und der Polizei.

## Beginn der Karriere im Nationalsozialismus
Katzmann, Sohn eines Bergmanns, besuchte die Volksschule und absolvierte danach eine Ausbildung zum Zimmermann. Der SA gehörte Katzmann von Anfang Dezember 1927 bis Anfang Juli 1930 an. Zum 1. September 1928 trat Katzmann in die NSDAP (Mitgliedsnummer 98.528) und zum 1. Juli 1930 in die SS ein (SS-Nummer 3.065). Am 5. Dezember 1930 wurde er zum SS-Scharführer, am 23. Januar 1931 zum SS-Truppführer, am 20. August 1931 zum SS-Sturmführer, am 1. Dezember 1932 zum SS-Hauptsturmführer, am 20. April 1933 zum SS-Sturmbannführer befördert.
Von 1928 bis 1933 war Katzmann arbeitslos. Nach der „Machtergreifung“ der Nationalsozialisten war er von Anfang April 1933 bis Anfang April 1934 Ratsherr in Duisburg. Katzmann kandidierte auf dem Wahlvorschlag für die NSDAP auf Platznummer 643 bei der Wahl zum Deutschen Reichstag am 12. November 1933, zog aber nicht in den nationalsozialistischen Reichstag ein.
Ab 1934 diente er hauptamtlich in der SS. Die Beförderung zum SS-Obersturmbannführer erfolgte am 30. Januar 1934. Vom 4. April 1934 bis zum 21. März 1938 befehligte er die 75. SS-Standarte „Widukind“ an ihrem Standort Berlin. Am 17. August 1934 wurde Katzmann zum SS-Standartenführer ernannt. Von Mitte August 1936 bis Mitte August 1942 war er Mitglied der Stadtverordnetenversammlung in Berlin. In der gleichen Zeit gehörte er als Beisitzer dem Volksgerichtshof an. Am 21. März 1938 wurde er Kommandeur des SS-Abschnitt VI in Breslau. Am 9. November 1938 wurde er zum SS-Oberführer befördert.

## Zweiter Weltkrieg
Nach Beginn des Zweiten Weltkrieges war er von November 1939 bis Juli 1941 SS- und Polizeiführer im Distrikt Radom des deutsch besetzten Polens. Die Ernennung zum SS-Brigadeführer erfolgte am 21. Juni 1941. Danach war er bis zum 20. April 1943 SS- und Polizeiführer von Galizien mit Sitz in Lemberg (Lwow). Die Beförderung zum Generalmajor der Polizei erfolgte am 26. September 1941, die Ernennung zum SS-Gruppenführer und Generalleutnant der Polizei am 30. Januar 1943.
Während seines Kommandos in Galizien war er maßgeblich am Holocaust beteiligt, der in der Wannsee-Konferenz organisiert wurde. Mit Unterstützung seines Stabes und der zugehörigen Sicherheitspolizei wurden bis zum Sommer 1943 die meisten Juden in Ostgalizien ermordet. In einem Bericht mit dem Titel „Lösung der Judenfrage im Distrikt Galizien“ vom 30. Juni 1943 an den Höheren SS- und Polizeiführer Friedrich-Wilhelm Krüger des Generalgouvernement beschrieb er detailliert seine Maßnahmen und den dabei auftretenden jüdischen Widerstand:

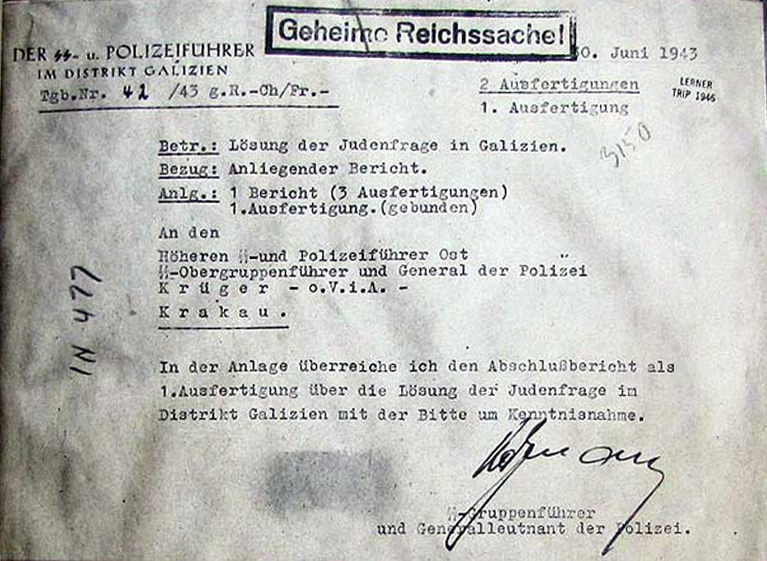
Der sogenannte „Katzmann-Bericht“

„In der Zwischenzeit wurde die weitere Aussiedlung energisch betrieben, sodass mit Wirkung vom 23. Juni 1943 sämtliche Judenwohnbezirke aufgelöst werden konnten. Der Distrikt Galizien ist damit, bis auf die Juden, die sich unter der Kontrolle des SS- und Polizeiführers in Lagern befinden, judenfrei .

Die noch vereinzelt aufgegriffenen Juden werden von den jeweiligen Ordnungspolizei- und Gendarmerieposten sonderbehandelt. Bis zum 27. Juni 1943 waren insgesamt 434 329 Juden ausgesiedelt.“

Weiterhin richtete Katzmann und sein Stab ein Netz von Lagern mit Zwangsarbeitern in Ostgalizien ein, darunter Janowska in Lemberg, in Drogobytsch-Boryslaw und an der Durchgangsstraße IV. Vom 20. April 1943 bis zum 8. Mai 1945 befehligte Katzmann den SS-Oberabschnitt Weichsel/Danzig-Westpreußen im Wehrkreis XX mit Sitz in Danzig und war dort als Nachfolger des Höheren SS- und Polizeiführers Richard Hildebrandt. Am 1. Juli 1944 wurde er zum Generalleutnant der Waffen-SS befördert. Unter seinem Kommando stand die Räumung des KZ Stutthof.

## Nach Kriegsende
Katzmann erlebte das Kriegsende auf der Insel Fehmarn. Er verschaffte sich einen falschen Ausweis und lebte im Württembergischen unerkannt unter dem Namen „Bruno Albrecht“ weiter. Katzmann wurde durch die SS-Ehemaligenorganisation HIAG unterstützt. Eine geplante Flucht nach Argentinien scheiterte, weil Katzmann schwer erkrankte. 1953 offenbarte Katzmann in Ludwigsburg seine wahre Identität gegenüber einer Krankenschwester, die dieses Wissen aber für sich behielt und erst nach seinem Tode preisgab. 1955 arbeitete Katzmann im Vertrieb eines holzverarbeitenden Betriebes in Wächtersbach. Im März 1956 war er als „Bruno Albrecht“ in Griesheim gemeldet, wo inzwischen seine Familie lebte. Katzmann starb 1957 im Alice-Hospital Darmstadt; seine Identität wurde erst durch den Hinweis einer Krankenschwester aufgedeckt.